# Венґельня (Підляське воєводство)
Венґельня (пол. Węgielnia) — село в Польщі, у гміні Шиплішки Сувальського повіту Підляського воєводства.
Населення — 89 осіб (2011).
У 1975-1998 роках село належало до Сувальського воєводства.

## Демографія
Демографічна структура станом на 31 березня 2011 року:
|          | Загалом | Допрацездатний вік | Працездатний вік | Постпрацездатний вік |
| -------- | ------- | ------------------ | ---------------- | -------------------- |
| Чоловіки | 49      | 21                 | 24               | 4                    |
| Жінки    | 40      | 13                 | 21               | 6                    |
| Разом    | 89      | 34                 | 45               | 10                   |